# Demarziella scarpensis
Demarziella scarpensis är en skalbaggsart som beskrevs av Matthews 1976. Demarziella scarpensis ingår i släktet Demarziella och familjen bladhorningar. Inga underarter finns listade i Catalogue of Life.